# Зюбейде-султан
Зюбейде-султан (тур. Zübeyde Sultan, осман. زبیدہ سلطان‎; 1728, Стамбул — 4 июня 1756, Стамбул) — дочь османского султана Ахмеда III и сестра султанов Мустафы III и Абдул-Хамида I.

## Биография
Зюбейде-султан родилась в марте 1728 года в стамбульском дворце Топкапы и была дочерью султана Ахмеда III и его наложницы Мусли Кадын-эфенди. В источниках указывается разные даты рождения. Османский историк Сюрейя Мехмед-бей писал, что Зюбейде родилась 29 марта, а османист Энтони Олдерсон писал в качестве даты рождения 18 марта. У Зюбейде была полнородная сестра Айше-султан.
6 января 1748 года в возрасте 19 лет Зюбейде-султан вышла замуж за визиря Сулеймана-пашу, занимавшего должность губернатора Анатолии. Спустя шесть месяцев, в июле 1748 года Сулейман-паша умер и Зюбейде-султан стала вдовой. 6 января 1749 года Зюбейде-султан во второй раз вышла замуж за Нумана-пашу. Оба брака для Зюбейде-султан были бездетными.
Зюбейде-султан скончалась 4 июня 1756 года в довольно молодом возрасте – на момент смерти ей было 28 лет. Она была похоронена тюрбе Новой мечети.

## Благотворительность
Турецкий историк Улучай и османский историк Сюрейя писали, что Зюбейде-султан занималась благотворительностью, помогала нищим и больным, раздавала деньги по праздникам, а во время священного Рамадана раздавала беднякам продукты питания.